# Canavalia galeata
Canavalia galeata là một loài thực vật có hoa trong họ Đậu. Loài này được Gaudich. miêu tả khoa học đầu tiên.